# Dret penal de l'enemic
Dret penal de l'enemic (en alemany Feindstrafrecht) és un concepte introduït el 1985 per Günther Jakobs, un jurista alemany, i professor emèrit de dret penal i filosofia del dret a la Universitat de Bonn. Segons Jakobs, certes persones, perquè són enemics de la societat (o estat), no tenen totes les proteccions penals i procediments penals que es donen a altres persones. Jakobs proposa la distinció entre un dret penal del ciutadà (Bürgerstrafrecht), que es caracteritza pel manteniment de la vigència de la norma, i un dret penal per a enemics (Feindstrafrecht), orientat a combatre els perills, i que permet que qualsevol mitjà disponible sigui utilitzat per a castigar aquests enemics.
Per tant, el dret penal de l'enemic no constitueix en si mateix un corpus legislatiu, sinó que significa la suspensió de certes lleis, justificada per la necessitat de protegir la societat o l'Estat contra determinats perills. La majoria dels estudiosos del dret penal i de la filosofia del dret s'oposen al concepte de Feindstrafrecht. Jakobs, al seu torn, assenyala que només descriu quelcom que ja existeix, mentre que els seus crítics afirmen que assumeix una posició afirmativa en la seva publicació de 2004. En aquesta publicació, Jakobs proposa que qualsevol persona que no respecti les lleis i l'ordre legal d'un Estat —o que pretengui destruir-los— ha de perdre tots els drets com a ciutadà i com a ésser humà i que l'Estat ha de permetre a aquesta persona sigui perseguida per tots els mitjans disponibles. Això vol dir, per exemple, que un terrorista que vulgui subvertir les normes de la societat, un criminal que ignora les lleis i un membre de la màfia que només respecti les regles del seu clan, haurien de ser designats com a «no-persones» i ja no mereixerien ser tractats com a persones, sinó com a enemics.
Jakobs justifica la necessitat d'un dret penal de l'enemic filosòficament, i es refereix al la teoria hobbesiana del contracte social i la seva interpretació per Immanuel Kant. Qui acaba amb aquest contracte social mitjançant la seva deshonra, deixa la societat i entra a l'estat natural sense llei. D'aquesta manera, perd els seus drets com a persona i es converteix en un enemic, i com a tal, ha de ser perseguit per la societat.

## Definició
En termes simplificats, el concepte de Jakobs es basa en el següents pilars:
1. Anticipació del càstig: el punt de referència no és l'acte comès, sinó un acte futur.
2. Desproporcionalitat de les sentències: les sancions proporcionades són desproporcionadament elevades en relació amb l'acte comès o el resultat nociu.
3. Es creen lleis especialment severes dirigides a la clientela d'aquesta enginyeria específica de control social (delinqüents econòmics, terroristes, criminals organitzats, autors d'infraccions sexuals i altres infraccions penals considerades perilloses).
4. Flexibilització de certes garanties del procés penal que poden, fins i tot, ser suprimides (com ara la presó preventiva sense terminis, la intercepció telefònica sense límit de temps), mitjançant la introducció de figures delictives específiques.[4][5]
5. Descripció vaga de delictes i sancions, de manera que l'Estat pugui sancionar com ho estimi oportú.[5]

En aquesta línia, l'enemic no és ciutadà i, per tant, no pot ser tractat com a persona per l'Estat. Jakobs admet que qualsevol que es consideri «un perill latent» i no només un delinqüent perd el seu estatus de persona i, en cert sentit, es pot veure com un «animal perillós». Segons ell, es tracta d'una despersonalització parcial:
| « | En l'Estat de dret, és evident que l'enemic és això en tots els sentits; en algunes jurisdiccions, manté el seu estatus de persona. Un exemple: quan algú comet un delicte repetidament, les violacions amb greus conseqüències per a la dona, el magistrat es pregunta, considerant la perillositat del subjecte, quina és la possibilitat que torni a cometre un delicte. En conseqüència, en el dret penal alemany, s'aplica la «custòdia preventiva», que implica privació de llibertat del subjecte. Tanmateix, això no vol dir que tots els seus drets, com ara el manteniment de la salut i tenir contacte amb els seus familiars, hagin de ser restringits. La despersonalització del subjecte és parcial, però també significa que parcialment existeix una despersonalització. | » |

Jakobs es refereix a l'enemic com algú que no se sotmet o no admet ser part de l'Estat i, per tant, no ha de gaudir de l'estatus de ciutadà ni tan sols de persona. Per tant, estableix una distinció entre «ciutadà» i «enemic» (més precisament, «enemic públic»), definida segons disposicions d'ordre cultural o moral, però principalment per interessos polítics, de dominació i poder.

## Enemic públic
En política, l'«activitat d'ajuntar i defensar amics i desagregar i lluitar contra els enemics», en els termes de Carl Schmitt, expressa amb precisió la noció d'«enemic públic» i la seva connexió amb els elements morals i pragmàtics dels «megadiscursos», grandioses narratives per les quals una societat s'interpreta a si mateixa i s'afirma com a comunitat diferent a les altres. De fet, en les paraules del Secretari d'Estat dels Estats Units Colin Powell, «com a resultat de l'11 de setembre, el president Bush veu el valor de les coalicions i dels amics, de tenir gent al seu costat». Aquí, la idea clau és la creença que certes persones són escollides, en detriment d'altres perquè anunciïn amb absoluta exclusivitat: «la lloança d'aquell qui us ha cridat de les tenebres a la seva llum admirable», i, per això mateix, pasturen les altres nacions a la recerca d'un «món millor».
Pedro Scuro Neto contextualitza el concepte d'enemic públic a la llum de redefinició postmoderna de la problemàtica del delicte i el control social d'una lògica de «seguretat pública supranacional», suposadament més adequada a l'«aparició de nous espais i formes de delinqüència», una lògica que comporta, a partir d'una doctrina aplicada originalment a l'Amèrica Llatina, l'«americanització» dels sistemes internacionals de justícia penal. D'aquesta manera s'han ampliat, cada vegada més, les contradiccions entre el dret penal i la realitat social, i la justícia penal es configura com un entorn obstruït per «molèsties» (com la llei mateixa) i es justifica en base en una noció substancial del delicte (que implica el càstig de «conductes perilloses», fins i tot quan no estan expressament tipificades per la llei) i en nom de la defensa social, una interferència «proactiva» dels agents de seguretat ciutadana, tendències que reflecteixen la forma convencional, burocràtica, d'encarar les relacions internacionals i de resoldre problemes des del punt de vista actors directament involucrats amb la política exterior i de seguretat ciutadana. Corresponen també a la disposició postmoderna de concebre la regulació jurídica com una cosa que evoluciona «per impuls de les transformacions en la vida econòmica, en la política i en les relacions quotidianes» i d'una extensa, deliberada i compulsiva difusió global de les institucions de les societats avançades «post-tradicionals», cosa que permet una «radicalització de la modernitat», l'abandonament i la desincorporació de la tradició cada vegada més problematitzada.

## Aplicació del concepte

### Centre de detenció de Guantánamo

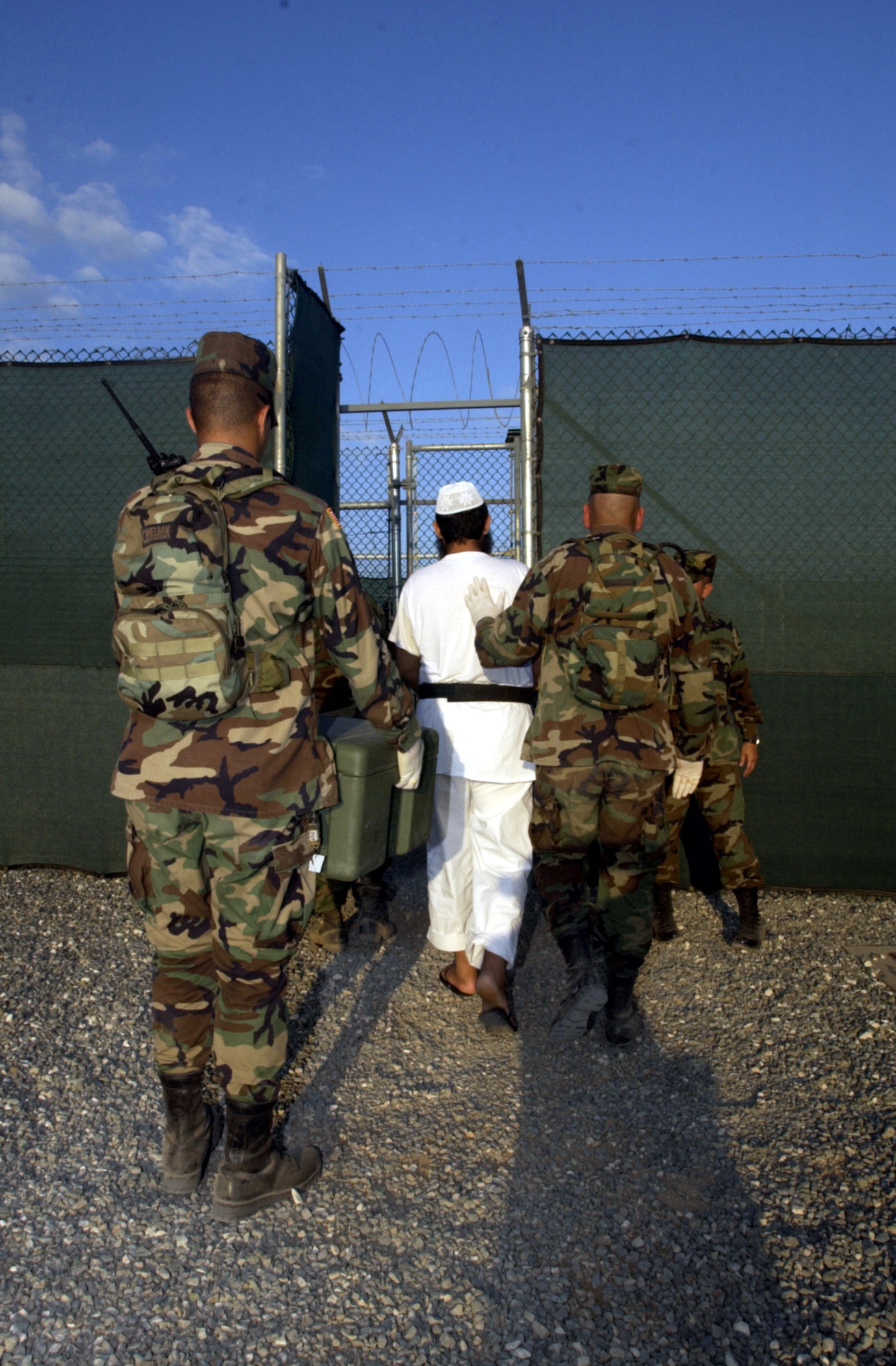
Camp X-Ray a Guantánamo

La classificació d'Al-Qaida i els combatents talibans com a «combatents il·legals» i la seva detenció al camp de presoners de Guantánamo pels militars estatunidencs, també es pot interpretar com una manifestació del dret penal de l'enemic. La despersonalització, segons Jakobs, significa que podrien quedar incomunicats durant poques setmanes per tal d'identificar-los i saber com serien de perillosos. No obstant això, Jakobs argumenta que «després de diversos anys des dels atacs de l'11 de setembre, és inacceptable que es mantingui la mateixa situació sense canviar l'estatut jurídic d'aquests subjectes».

### Procés independentista català
En relació al judici contra els presos independentistes catalans, els advocats de les defenses i diversos juristes han considerat que el Tribunal Suprem d'Espanya estaria aplicant una mena de dret penal de l'enemic.

## Controvèrsia
La idea va trobar una forta oposició a Alemanyaaixí com a altres països. Raúl Zaffaroni, per exemple, conclou que:
| « | L'admissió jurídica del concepte d'enemic en el dret (que no sigui estrictament en el context de guerra) sempre ha estat lògicament i històrica el primer símptoma de destrucció autoritària de l'estat de dret. | » |

| « | Els estats occidentals van incorporant, de manera aparentment còmoda, una lògica d'emergència permanent o perpètua. Això reforça la idea que la tercera velocitat del dret penal (o dret penal de l'enemic, en terminologia de Jakobs) es va estabilitzant i guanyarà terreny. | » |